# Romed
Romed ist ein seltener männlicher Vorname nach dem Heiligen Romedius.

## Bekannte Namensträger
- Romed Mungenast (1953–2006), österreichischer Schriftsteller
- Romed Baumann (* 1986), deutscher Skirennläufer